# 1. division (Eishockey) 1983/84
Die Saison 1983/84 war die 24. Spielzeit der 1. division, der höchsten dänischen Eishockeyspielklasse. Meister wurden zum ersten Mal in der Vereinsgeschichte der Herlev IK.

## Modus
In der Hauptrunde absolvierte jede der acht Mannschaften insgesamt 28 Spiele. Die vier bestplatzierten Mannschaften qualifizierten sich für die Playoffs, in denen der Meister ausgespielt wurde. Für einen Sieg erhielt jede Mannschaft zwei Punkte, bei einem Unentschieden gab es einen Punkt und bei einer Niederlage null Punkte.

## Hauptrunde
|    | Klub                 | Sp | S  | U | N  | T   | GT  | Punkte |
| -- | -------------------- | -- | -- | - | -- | --- | --- | ------ |
| 1. | Herlev IK            | 28 | 21 | 2 | 5  | 168 | 99  | 44     |
| 2. | AaB Ishockey         | 28 | 20 | 2 | 6  | 175 | 91  | 42     |
| 3. | Rungsted IK          | 28 | 17 | 3 | 8  | 133 | 103 | 37     |
| 4. | Rødovre Mighty Bulls | 28 | 15 | 4 | 9  | 133 | 97  | 34     |
| 5. | Vojens IK            | 28 | 14 | 2 | 12 | 124 | 110 | 30     |
| 6. | Hellerup IK          | 28 | 11 | 1 | 16 | 131 | 162 | 23     |
| 7. | KSF Kopenhagen       | 28 | 4  | 3 | 21 | 82  | 162 | 11     |
| 8. | Esbjerg IK           | 28 | 1  | 1 | 26 | 31  | 153 | 3      |

Sp = Spiele, S = Siege, U = Unentschieden, N = Niederlagen

## Playoffs
In den Playoffs setzte sich der Herlev IK durch und wurde zum ersten Mal in der Vereinsgeschichte Dänischer Meister.